# 盆子原康
盆子原 康（ぼんこばら こう、4月9日 - ）は、日本の男性声優。アメリカ合衆国カリフォルニア州出身。アーツビジョン所属。

## 来歴
日本ナレーション演技研究所卒業。

## 人物
趣味・特技はスポーツ観戦（サッカー・野球・バスケットボール）、お笑い番組鑑賞、英会話（TOEIC950点）、歯笛。
方言は石見弁。

## 出演

### テレビアニメ
2022年
- ヴァニタスの手記（村人C）
- プラチナエンド（男性A）
- トモダチゲーム（不良）
- 群青のファンファーレ（厩務員）
- アオアシ（成京選手）
- クレヨンしんちゃん（観客D）
- 弱虫ペダル LIMIT BREAK（観客）
- 聖剣伝説 Legend of Mana -The Teardrop Crystal-（帝国兵）
- 夫婦以上、恋人未満。（店員）
- 機動戦士ガンダム 水星の魔女（2022年 - 2023年、輸送船クルー）

2023年
- もういっぽん!
- 人間不信の冒険者たちが世界を救うようです（ファン）
- 文豪ストレイドッグス（軍警、客B、軍警A） - 2シリーズ
- Opus.COLORs（生徒たち）
- 【推しの子】
- 忍たま乱太郎（2023年 - 2025年、とある城の兵、村人）
- 名探偵コナン（2023年 - 2025年、重機の運転手、三木浩平、ラムの手下）
- 贄姫と獣の王（官吏）
- カードファイト!! ヴァンガード will+Dress（乗客）
- スパイ教室
- 百姓貴族（スミス）
- ゴブリンスレイヤーII（新人冒険者）
- 呪術廻戦 懐玉・玉折/渋谷事変（一般人）
- オーバーテイク!（ベルソリーゾピットクルー）
- 新しい上司はど天然（係員）
- 陰の実力者になりたくて! 2nd season（兵士）
- アンデッドアンラック（2023年 - 2024年、マフィア、ならず者）

2024年
- ゆびさきと恋々（外国人、弁護士A〈英語〉）
- 真の仲間じゃないと勇者のパーティーを追い出されたので、辺境でスローライフすることにしました2nd（ヴォルフ）
- BEYBLADE X（大人、観客）
- 火狩りの王（救護所内人々）
- WIND BREAKER（2024年 - 2025年、霧島士佑） - 2シリーズ
- 死神坊ちゃんと黒メイド（若者A）
- 花野井くんと恋の病（デイヴィッド）
- 黒執事 -寄宿学校編-（学生）
- SHIBUYA♡HACHI（2024年 - 2025年、清掃員、クロ、ナナの飼い主、外国人の父、カップル男子） - 3シリーズ
- 転生したらスライムだった件（ゴブリンA）
- ブルーアーカイブ The Animation（PMC兵）
- 喧嘩独学（格闘技ジム仲間）
- 天穂のサクナヒメ（ヨモツガミ）
- 2.5次元の誘惑（男子生徒B）
- トリリオンゲーム（2024年 - 2025年、アメリカ選手、オンライン仲間、記者、外国人男性）
- やり直し令嬢は竜帝陛下を攻略中（衛兵、ベイル侯爵私兵）
- ブルーロック VS. U-20 JAPAN（石狩幸雄、サラリーマンA、コーチ、主審）
- アオのハコ（2024年 - 2025年、部員、教師）
- 青の祓魔師 シリーズ（2024年 - 2025年、祓魔師、研究員） - 2シリーズ
- 魔王2099（電気街市民A）

2025年
- クラスの大嫌いな女子と結婚することになった。（黒服）
- SAKAMOTO DAYS（男、部下）
- ハニーレモンソーダ（英語の先生）
- 空色ユーティリティ（店員）
- 外れスキル《木の実マスター》 〜スキルの実（食べたら死ぬ）を無限に食べられるようになった件について〜（男冒険者、男）
- 不遇職【鑑定士】が実は最強だった（冒険者）
- わたしの幸せな結婚
- 異修羅（円卓のケイテ）
- Dr.STONE SCIENCE FUTURE（研究員、船員）
- Re:ゼロから始める異世界生活 3rd season（ヒックス）
- グリザイア:ファントムトリガー（第二助手）
- ボールパークでつかまえて!（ブライアン）
- 男女の友情は成立する?（いや、しないっ!!）（真木島慎司）
- GUILTY GEAR STRIVE: DUAL RULERS（兵）
- 九龍ジェネリックロマンス（医師）
- 神椿市建設中。（TVアナウンサー）
- ぷにるはかわいいスライム（ぷにるランド来場客）
- 帝乃三姉妹は案外、チョロい。（空手部副部長）
- 気絶勇者と暗殺姫（地下牢の人）

### 劇場アニメ
- あんさんぶるスターズ!!-Road to Show!!-（2022年、男性）
- 私に天使が舞い降りた! プレシャス・フレンズ（2022年）
- 機動戦士ガンダムSEED FREEDOM（2024年）[6]
- デッドデッドデーモンズデデデデデストラクション（2024年、神田、つとむ） - 前後章[一覧 5]
- 劇場版 イナズマイレブン 新たなる英雄たちの序章（2024年、モク）

### Webアニメ
- ロマンティック・キラー（2022年）
- T・Pぼん（2024年、米兵A）

### ゲーム
2021年
- モンスターストライク（2021年 - 2024年、ブラックリリー、アアル、犬飼現八）
- 天獄ストラグル -strayside-

2023年
- WILD HEARTS
- ディフェンスダービー（サラマンダー、サイクロプス）
- レキシクロニクル（板垣退助、坂本龍馬）
- ドラゴンクエストX 天星の英雄たち オンライン（ジア・クトXY）

2024年
- キュービックスターズ（アアル）
- 18TRIP
- プロジェクトセカイ カラフルステージ! feat. 初音ミク
- 陰陽師本格幻想RPG（鬼金羊）

2025年
- 妖怪ウォッチ ぷにぷに（爽花竜王、流転）
- マリオカート ワールド

### BLCD
- 恋するミルククラウン（信也）
- バーチャルくんはおとなりさんから逃げたい（店員）

### 吹き替え

#### アニメ
- 烈火澆愁（2024年）
- 下の階には澪がいる（2024年、通行人男2、学生男1、コスプレ店員男、観客、学生 他）
- RINGING FATE（2025年、教師男[初出 20]）
- この恋で鼻血を止めて（2025年、俺様社長[初出 6]）

### ナレーション
- Amazon.co.jp Audible
  - 英語は決まり文句が8割
  - GAFA next stage ガーファ・ネクストステージ: 四騎士＋Xの次なる支配戦略
  - 食品の裏側2 実態編: やっぱり大好き食品添加物
  - 世界2.0 メタバースの歩き方と創り方
  - 武器としての組織心理学 人を動かすビジネスパーソン必須の心理学
  - 本は、聴こう。
- NHKBS スズキワールドカップ2022 第33回エアロビック世界大会（選手紹介）
- 差出人は、誰ですか?（CMナレーション）
- バンダイ ガシャポンオンラインリニューアル（告知PVナレーション）

### ボイスドラマ
- 斬舞踊外伝 〜壱・村屋の書〜（タケミカヅチ）

### 舞台
- 幕末疾風伝 MIBURO 〜壬生狼〜（永倉新八〈朗読〉）

### その他コンテンツ
- 静嘉堂文庫美術館（音声ガイド）
- ひらかたパーク大恐竜展2022〜生き残りをかけた対決〜（音声ガイド）
- やらしい裏アカくんはさみしがり（馬締）

### シリーズ一覧
1. ↑  第4シーズン（2023年）、第5シーズン（2023年）
2. ↑  Season 1（2024年）、Season 2（2025年）
3. ↑  第1クール（2024年）、第2クール（2024年）、第3クール（2025年）
4. ↑  第4期『雪ノ果篇』（2024年）、第4期『終夜篇』（2025年）
5. ↑  前章（2024年）、後章（2024年）

### 初出話一覧
1. 1 2  33シリーズ 第21話初出
2. 1 2  第1162話初出
3. ↑  第1082話初出
4. ↑  第1166話初出
5. 1 2 3 4 5  第1話初出
6. 1 2 3 4 5  第4話初出
7. 1 2 3  第3話初出
8. ↑  第17話初出
9. ↑  第37話初出
10. 1 2 3 4  第15話初出
11. 1 2 3 4  第2話初出
12. 1 2  第27話初出
13. 1 2 3 4 5  第5話初出
14. 1 2 3  第6話初出
15. 1 2  第9話初出
16. ↑  第32話初出
17. ↑  第34話初出
18. ↑  第55話初出
19. 1 2  第10話初出
20. 1 2 3  第11話初出
21. 1 2 3  第7話初出
22. 1 2  第22話初出
23. ↑  第28話初出
24. ↑  第30話初出
25. ↑  第33話初出
26. ↑  第36話初出
27. 1 2  第16話初出
28. 1 2  第4期『終夜篇』 第4話初出
29. ↑  第4期『雪ノ果篇』 第10話初出
30. 1 2 3  第12話初出
31. ↑  第19話初出
32. ↑  第18話初出
33. ↑  第65話初出
34. ↑  第0話初出
35. ↑  第13話初出